# Museo de Arte Contemporáneo de Castilla y León
El Museo de Arte Contemporáneo de Castilla y León, también conocido por sus siglas MUSAC, está situado en la ciudad de León (España). Creado con el propósito de ser un "Museo del Presente" o "Museo del siglo XXI", su colección y sus exposiciones y actividades están fundamentalmente dirigidas a abarcar el arte actual en sus diferentes manifestaciones.
Abierto al público en el año 2005, tiene su sede en un edificio de nueva planta, obra del estudio madrileño Mansilla + Tuñón Arquitectos, que ha merecido un gran reconocimiento internacional con la concesión, en el año 2007, del Premio Mies van der Rohe de Arquitectura Contemporánea de la Unión Europea, además de la participación en certámenes y exposiciones desarrolladas por centros de reconocido prestigio mundial.

## Función y objetivos
Ubicado en la ciudad de León (España) a la entrada del barrio de Eras de Renueva, el Museo de Arte Contemporáneo de Castilla y León fue inaugurado por los Príncipes de Asturias el 1 de abril de 2005 con un firme propósito: ser un Museo de Presente y convertirse en pieza fundamental en el desarrollo del Arte contemporáneo, a nivel internacional. Este museo nació con un amplio sentido experimental a la hora de concebir y desarrollar proyectos y exposiciones a todos los niveles.
El MUSAC es gestionado por la Fundación Siglo para las Artes de la Junta de Castilla y León y forma parte de la Red de Museos Regionales de Castilla y León junto con el Museo de la Siderurgia y la Minería de Castilla y León (situado también en la provincia de León, en la localidad de Sabero), con el Museo Etnográfico de Castilla y León (Zamora) y con el Museo de la Evolución Humana (Burgos).

## El edificio

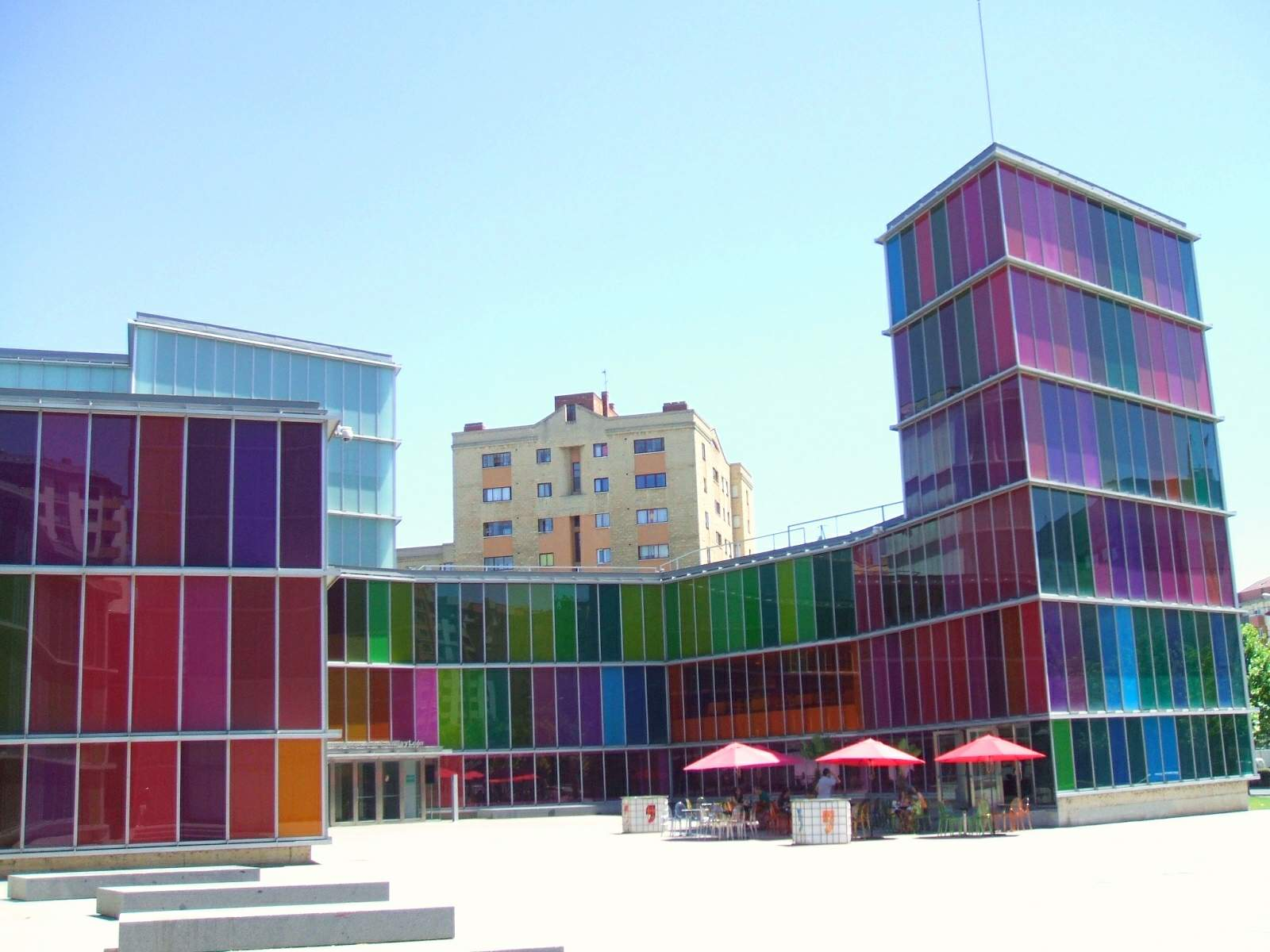
Vista exterior del MUSAC

El edificio que alberga el MUSAC es una gran construcción de nueva planta, obra del estudio madrileño Mansilla + Tuñón Arquitectos, Premio Mies van der Rohe de arquitectura 2007, el máximo galardón europeo en este campo. También es diseño de este estudio arquitectónico el Auditorio Ciudad de León, situado a pocos metros del MUSAC.

## Directores
El MUSAC ha tenido los siguientes directores:
- 2002 - 2009: Rafael Doctor Roncero
- 2009 - 2012: Agustín Pérez Rubio
- 2013: Eva González Sancho[2]
- Desde junio de 2013 hasta junio de 2021: Manuel Olveira[3]
- Desde noviembre de 2021: Álvaro Rodríguez Fominaya[4]

## Polémicas, dimisiones y despidos
En 2011 se produjo un despido de seis trabajadores del Departamento de Educación y Acción Cultural (DEAC) del Museo por parte de la Fundación Siglo que fue declarado improcedente por el Tribunal Superior de Justicia de Castilla y León.